# 지구를 위한다는 착각
지구를 위한다는 착각 - 종말론적 환경주의는 어떻게 지구를 망치는가(Apocalypse Never: Why Environmental Alarmism Hurts Us All)는 마이클 셸런버거가 2020년에 출판한 책이다. 한국은 2021년 부키에서 번역되었다.

## 콘텐츠
2020년 6월 셸런버거는 지구를 위한다는 착각 : 종말론적 환경주의는 어떻게 지구를 망치는가를 출판했다. 저자는 기후 변화가 대중 매체와 활에서 묘사되는 실존적 위협이 아니며, 오히려 기술 혁신이 지속되고 성장한다면 환경 문제를 해결할 것이라고 주장한다. 셸런버거에 따르면, 이 책은 "우리 중 왜 그렇게 많은 어떻게 그리고 왜 그렇게 많은 사람들이 중요하지만 관리 가능한 환경 문제를 세상의 종말로 여기게 되었는지, 그리고 왜 환경 문제에 대해 종말론을 퍼트리는 사람들이 환경 문제 해결을 위한 가장 확실하고 최선의 해결책에 반대하는 경향"에 대해서 탐구한다.

## 평가

### 긍정적
이 책은 폭스 뉴스, 데일리 메일, 리즌, 월스트리트 저널, 내셔널 리뷰와 같은 보수주의 및 자유지상주의 언론 매체와 조직으로부터 긍정적인 평가를 받았다.
내셔널 리뷰의 알렉스 트램베스는 "결함에도 불구하고", "셸런버거는 ... 환경 논쟁을 밝히기보다는 모호하게 만드는 환경 경각심과 히스테리를 비판하는데 기여하고 있다. 그래서 그들이 주장하는 것처럼 환경주의 정통성을 배척하는 것은 사회적, 직업적 무거운 불이익이 따르기 때문에 그렇게 하려는 사람은 거의 없기 때문에 환경 논쟁에서 아웃라이어의 위치에 있다."라고 말했다. 그러나 트램베스는 책의 일부분을 "원자력 페티시즘"이라고 비판했다.
오랫동안 환경주의를 비판해 온 월스트리트 저널의 존 티어니는 "셸런버거는 연구 데이터와 정책 분석을 명료하게 혼합하여 녹색 운동의 역사와 그 결과로 인한 "환경식민주의"로 고통받는 가난한 나라 사람들의 사례를  보여준다"고 썼다. 파이낸셜 타임스의 조나단 포드는 이 책이 "미디어를 지배하는 많은 환경에 관한 주장에 대한 첨삭을 제공한다. 만약 세상이 다음 북극곰 이야기를 좀 더 의문시하게 만든다면, 나쁘지 않다"고 썼다. 사이언티픽 아메리칸의 존 호건은 " 지구를 위한다는 착각은 일부 녹색 진보주의자들을 화나게 만들것이지만. 그러나 그것이 나를 포함하여 일부 활동가와 언론인들이 퍼뜨리는 경각심에 대한 유용하고 심지어 필요한 대위법이라고 생각한다"라고 말했다. 또한 이 책이 "원자력에 대해 너무 긍정적으로" 주장한다고 비판했지만 "셸렌버거에 대한 나의 주된 불만은 그가 너무 낙관적이라는 것이 아니라 그가 충분히 낙관적이지 않다는 것"이라고 덧붙였다. 이 책은 또한 디 벨트로부터 긍정적인 평가를 받았다.

### 부정적
예일기후대응모임(Yale Climate Connections)의 환경 과학자 피터 글릭은 지구를 위한다는 착각을 리뷰하면서  "나쁜 과학과 나쁜 주장이 많다"고 하며 "여기서 새롭게 주장하는 것들은 옳지 않으며, 옳은 것은 새로운 사실이 아니다."라고 적었으며, 또한 셸런버거가 기후 변화로 인한 종 멸종의 위협을 과소평가하기 위해 잘못된 주장을 사용하고 있다고 비판했다. 그는 셸런버거가 '생물부유성'이라는 개념을 '생물다양성'과 혼동했고, 인용한 연구들을 잘못 이해했다고 주장했다. 그리고 셸런버거는 그의 책에서 일련의 오류론, 허위 진술 및 증거의 선택적 사용을 사용했다. 글릭은 또한 셸런버거가 산불, 홍수, 폭염, 가뭄과 같은 최근의 극심한 사건이 기후 변화로 인해 악화되었다고 사람들이 말하는 것이 틀렸다고 주장하려고 노력했지만, 그러한 주장을 뒷받침하기 위해 셸렌버거는 특정 사건을 선별하고 오래된 연구를 인용했으며, 기후 변화와 허리케인, 열사병, 홍수, 얼음 감소 등 극단적인 현상의 악화 사이의 강력한 연관성을 보여주는 점점 더 많은 문헌을 무시했다고 지적했다
Los Angeles Review of Books의 리뷰에서 환경경제학자 샘 블리스는 "책 자체는 잘 쓰여졌지만" 셸런버거가 "사실을 빠르고 느슨하게 다루며" "환경론자들을 설득하는 것보다 기후변화를 부정하는 보수주의자들에게 진보주의를 전유하는 새로운 방법을 보여주는데 더 관심이 있는 것이 문제이다."라고 말했다. 마찬가지로, 환경 및 기술 사회과학자 테일러 도슨과 마이클 부셰이는 "환경 운동가"이자 "생태근대주의자"로서 셸런버거가 자신의 책과 재단 웹 사이트에 쓴 글이 "독자들에게 맥락이 부족하고 설명이 부족하며 관련성이 의심스러운 사실을 퍼붓는다"고하며,  궁극적으로 그의 "광신적이고 과학적인 담론"은 지능적이고 민주적인 원자력 정책을 방해한다고 주장했다.
2020년 셸런버거가 책을 홍보하기 위해 포브스에 쓴 글에 대해 기후위기 팩트체크 프로젝트인 Climate Feedback의 편집자와 7명의 학술 심사자들은 셸런버거가 "기후 변화에 대해 오해를 일으키며 지나치게 단순한 주장을 뒷받침하기 위해 사실과 거짓을 섞고 있다"고 결론지었다. 심사자 중 한명인 브레이크스루 인스티튜트의 기후 및 에너지 담당 디렉터인 지크 하우스파더는 셸렌버거가 "정확하지 않고 오해의 소지가 있으며 명백한 허위 사실이 섞여 있다"고 지적했으며, "기후 변화가 지구 종말이나 인류 멸종으로 이어질 것이라는 주장에 반박하는 것은 유용하지만, 실제 기후 위험을 부정확하게 경시함으로써 그렇게 하는 것은 매우 문제가 있고 비생산적이다"라고 주장했다. 포브스 글은 이후 자기홍보를 금지하는 포브스 규정에 위반되었다는 이유로 삭제되었다.